# Heinz Schipporeit
Heinz Schipporeit war ein deutscher Fußballspieler.

## Karriere
Schipporeit war Stürmer des Altonaer Fußball-Club von 1893, der nach dem Gewinn der Norddeutschen Meisterschaft, die erstmals – auf Antrag von Holstein Kiel – im Ligasystem mit den zehn stärksten Mannschaften des NFV ausgetragen wurde, auch in der Endrunde um die Deutsche Meisterschaft eingesetzt wurde. Er erzielte am 3. Mai 1914 in Essen das 1:0-Führungstor gegen den Duisburger SpV in der 48. Minute und schied dennoch mit 1:4 n. V. im Viertelfinale aus.

## Erfolge
- Norddeutscher Meister 1914